# Notodonta melaena
Notodonta melaena är en fjärilsart som beskrevs av Arnold Spuler 1908. Notodonta melaena ingår i släktet Notodonta och familjen tandspinnare. Inga underarter finns listade i Catalogue of Life.